# 比东
比东（法語：Bidon，法語發音：[bidɔ̃]）是法国阿尔代什省的一个市镇，属于普里瓦区。

## 地理
比东（44°21'57"N, 4°32'7"E）面积28.93 平方千米，位于法国奥弗涅-罗讷-阿尔卑斯大区阿尔代什省，该省份为法国东南部内陆省份，北起顺时针与卢瓦尔省、伊泽尔省、德龙省、沃克吕兹省、加尔省、洛泽尔省和上盧瓦爾省接壤。
与比东接壤的市镇（或旧市镇、城区）包括：圣昂代奥勒堡、格拉、圣马尔塞达尔代克、圣勒梅兹、艾盖兹。

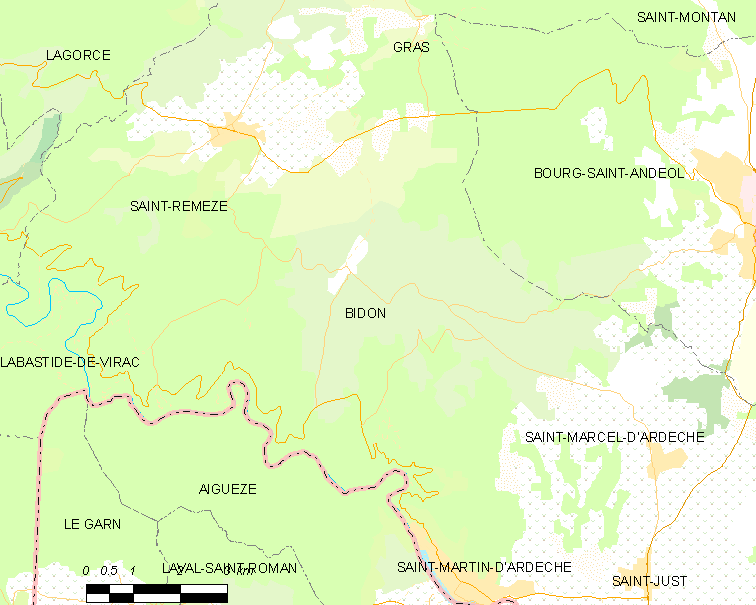
比东的OSM定位图

比东的时区为UTC+01:00、UTC+02:00（夏令时）。

## 行政
比东的邮政编码为07700，INSEE市镇编码为07034。

## 政治
比东所属的省级选区为圣昂代奥勒堡县。

## 人口

1962-2008年间比东人口变化图示

比东于2022年1月1日时的人口数量为256人。